# Parapteronotus hasemani
Parapteronotus hasemani är en fiskart som först beskrevs av Ellis, 1913.  Parapteronotus hasemani ingår i släktet Parapteronotus och familjen Apteronotidae. Inga underarter finns listade i Catalogue of Life.